# Тольёнский
Тольёнский — опустевший починок в Дебёсском районе Удмуртской республики.

## География
Находится в восточной части Удмуртии на расстоянии приблизительно 9 км на запад-северо-запад по прямой от районного центра села Дебёссы.

## История
Известна с 1873 года как починок с 10 дворами. В 1905 году-18 дворов, в 1924 — 28. До 2021 года входил в состав Тольенского сельского поселения.

## Население
Постоянное население составляло 64 человека (1873 год), 184 (1905), 225 (1926, все удмурты), 0 в 2012.